# Flugzeugkollision über Bad Laer

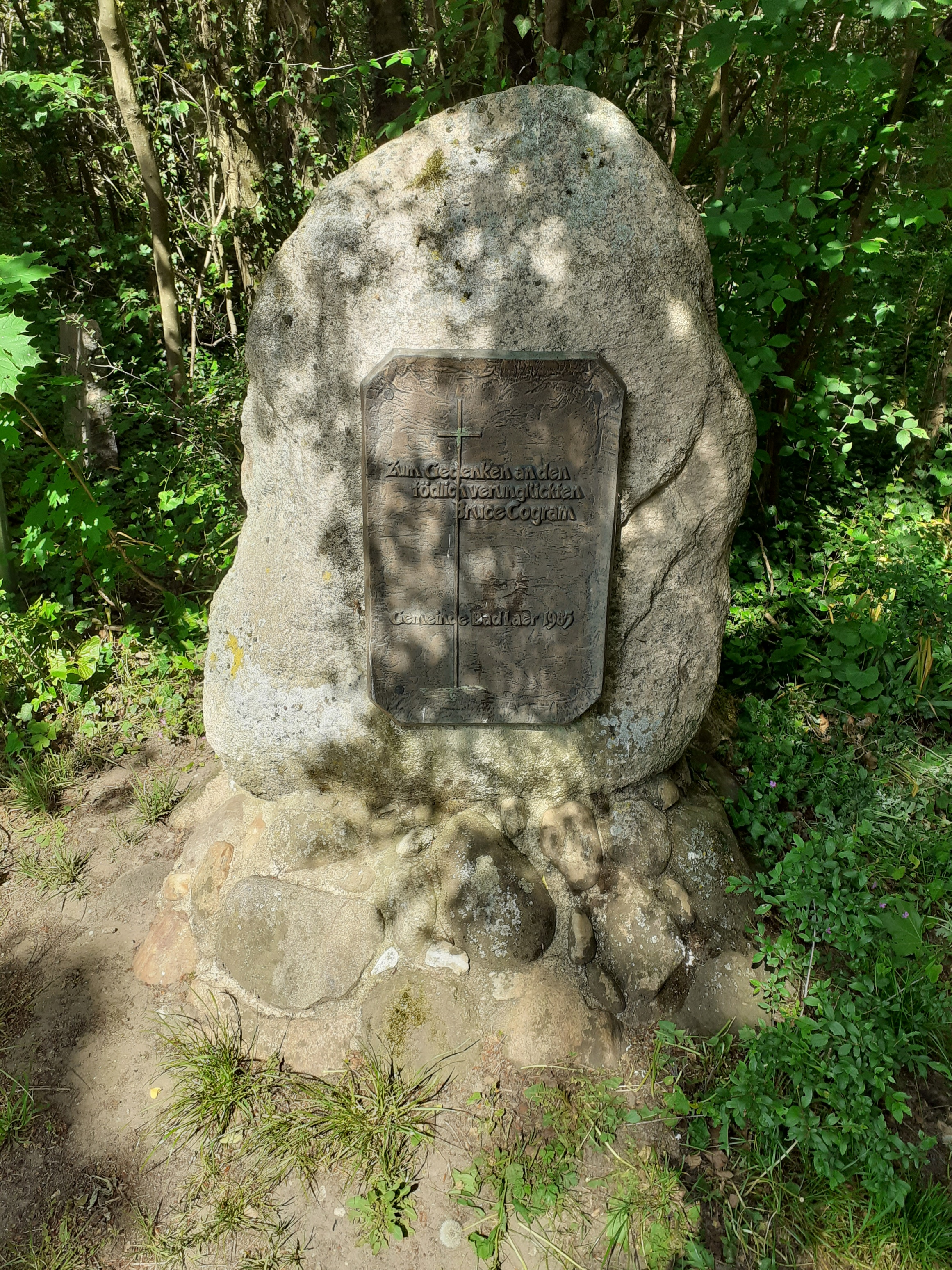
Gedenkstein der Flugzeugkollision über Bad Laer

Bei der Flugzeugkollision über Bad Laer kollidierten am 18. Februar 1985 eine Harrier der Royal Air Force sowie ein Starfighter der Marineflieger und stürzten ab.

## Verlauf
Eine Hawker Siddeley Harrier der No. 3 Squadron der Royal Air Force aus Gütersloh und ein Lockheed F-104G „Starfighter“ des Marinefliegergeschwaders 2 vom Fliegerhorst Eggebek befanden sich am 18. Februar 1985 unabhängig voneinander auf Übungsflügen, als es gegen Mittag zu einer Kollision der Maschinen über Bad Laer kam.
Der Pilot der Lockheed F-104G versuchte noch, den RAF-Flughafen in Gütersloh zu erreichen; da die Maschine aber infolge der Kollision Feuer fing, entschloss er sich, diese zu verlassen, so dass das Flugzeug südlich von Bad Laer in Hesselteich, einem Ortsteil von Versmold, auf einen Acker stürzte.
Die Harrier zerschellte im Wald neben dem Wasserwerk von Bad Laer. Während sich der vorne sitzende und als Pilot agierende Flugschüler mit dem Schleudersitz retten konnte, kam der Fluglehrer wahrscheinlich schon bei der Kollision ums Leben.